# Delphinium kamaonense
Delphinium kamaonense är en ranunkelväxtart som beskrevs av Ernst Huth. Delphinium kamaonense ingår i släktet storriddarsporrar, och familjen ranunkelväxter. Utöver nominatformen finns också underarten D. k. glabrescens.